# Derry (Oregon)
Derry az Amerikai Egyesült Államok északnyugati részén, Oregon állam Polk megyéjében elhelyezkedő önkormányzat nélküli település.
James Nesmith helyi lakos a települést a New Hampshire-i Derryről, családja egykori lakóhelyéről nevezte el. 1912-ben kezdeményezték a Loganberryre (szedermálna) történő átnevezést, de a javaslat elbukott.
A helységben egykor megálltak a Southern Pacific Railroad vonatai.

## Fordítás
- Ez a szócikk részben vagy egészben  a   Derry, Oregon című angol Wikipédia-szócikk ezen változatának fordításán alapul.  Az eredeti cikk szerkesztőit annak laptörténete sorolja fel. Ez a jelzés csupán a megfogalmazás eredetét és a szerzői jogokat jelzi, nem szolgál a cikkben szereplő információk forrásmegjelöléseként.